# Antonín Pavlík
Divizní generál Antonín Pavlík (6. prosince 1888 Lovčice – 13. července 1943 Kolín, Kmochova 144) byl československý legionář, generál, odbojář a oběť nacismu.

## Život

### Před první světovou válkou
Antonín Pavlík se narodil 6. prosince 1888 v Lovčicích na kutnohorsku. Mezi lety 1901 a 1909 studoval na pardubické vyšší reálce, kde i maturoval. Okamžitě po ukončení studií nastoupil na roční službu u c. a k. armády, v rámci které absolvoval školu pro důstojníky v záloze. Po návratu z ní vystudoval jednoletý kurz při odbchodní akademii Chrudim a poté nastoupil jako obchodní úředník do firmy Redlich v Pardubicích. Žil v Popkovicích.

### První světová válka
Po vypuknutí první světové války byl Antonín Pavlík v červenci 1914 povolán srbskou frontu, kde sloužil na postu velitele čety u pěšího pluku a kde v prosinci téhož roku padl v hodnosti poručíka do zajetí. Byl umístěn do zajateckého tábora v Niši. V květnu 1915 vstoupil jako dobrovolník do srbské armády, kde sloužil opět jako velitel čety a jako štábní tlumočník na soluňské frontě. Mezi červnem 1916 a květnem 1917 se léčil s malárií a plicní chorobou, po návratu byl zařazen do štábu Moravské divize. V dubnu 1918 byl uvolněn ze srbské armády pro potřeby československých legií a přesunut do Francie. V Cognacu se stal opět velitelem čety, po prodělání dvouměsíčního důstojnického kurzu v velitelem roty, bojoval na německé frontě. V září 1918 byl převelen do Itálie, v Brescii absolvoval kulometný kurz a do konce války velel kulometné rotě. Dosáhl hodnosti kapitána.

### Mezi světovými válkami
Po návratu do Československa v lednu 1919 zůstal u armády. Jako velitel praporu se ještě téhož roku účastnil bojů o Těšínsko a následně bojů s Maďary. Po jejich ukončení se stal v říjnu 1919 velitelem pěšího pluku 48 v Benešově. Mezi lety 1928 a 1930 působil již v hodnosti plukovníka jako profesor taktiky v Kurzu pro velitele vojskových těles v Praze, poté jako velitel praporu (od roku 1933 pluku) útočné vozby v Milovicích. Od července 1934 do října 1935 velel 24. pěší brigádě v Užhorodu, po návratu do Milovic pak brigádě útočné vozby. V roce 1936 byl povýšen na brigádního generála. V říjnu 1937 byl jmenován zástupcem velitele 13. pěší divize v Kolíně, během Všeobecné mobilizace v září 1938 velel Hraniční oblasti 34 se sídlem v Josefově.

### Druhá světová válka
Po německé okupaci a zrušení Československé armády byl Antonín Pavlík v květnu 1939 odeslán do penze. Vstoupil do protinacistického odboje a stal se krajským velitelem Obrany národa v Kolíně. Poprvé byl gestapem zatčen v roce 1940, podruhé v roce 1942, ale vždy byl pro nedostatek důkazů opět propuštěn. Naposledy byl zatčen v 21. května 1943 na kolínském úřadu práce, uvězněn pod falešnou identitou a brutálně vyslýchán v Kutné Hoře a následně v Kolíně. Dne 13. června 1943 se mu během dalšího výslechu podařilo uvolnit z pout a vyvolat potyčku s jedním z věznitelů. Během ní byl zastřelen. Gestapo oficiálně uvedlo jako příčinu úmrtí sebevraždu.

## Přehled vyznamenání
- 1918 Řád bílého orla V. třídy
- 1918 Československý válečný kříž 1914–1918
- 1920 Československá revoluční medaile
- 1921 Československá medaile Vítězství
- 1925 Řád bílého orla IV. třídy
- 1928 Řád bílého orla III. třídy

## Posmrtná ocenění
- V roce 1946 byl Antonín Pavlík in memoriam povýšen do hodnosti divizního generála
- Dne 8. května 2010 byla Antonínu Pavlíkovi na budově Okresního soudu v Kolíně odhalena pamětní deska od akademického sochaře Jaroslava Hylase[1]